# Senne Lynen
Senne Maaike Lynen (Borsbeek, 19 februari 1999) is een Belgisch voetballer die doorgaans speelt als middenvelder. In augustus 2023 verruilde hij Union Sint-Gillis voor Werder Bremen.

## Clubcarrière
Lynen begon zijn voetbalcarrière in de jeugd van Borsbeek Sport, waarna hij achtereenvolgens deel uitmaakte van de jeugdopleidingen van Royal Antwerp, Westerlo en Lierse SK. In 2014 trok Club Brugge hem aan uit de jeugdopleiding van Lierse. Na drie seizoenen in Brugge ondertekende Lynen zijn eerste professionele verbintenis, tot medio 2019.
Club Brugge besloot om Lynen in januari 2018 voor een halfjaar op huurbasis te stallen bij Telstar. Zijn debuut maakte de Belg op 2 februari 2018, op bezoek bij FC Den Bosch. Van coach Mike Snoei mocht hij in de basis beginnen op een middenveld met Frank Korpershoek en Jerdy Schouten. Na tweeënzeventig minuten werd hij gewisseld ten faveure van Anass Najah. Op dat moment was de eindstand al bereikt. Melvin Platje en Schouten hadden gescoord voor Telstar, maar door tegentreffers van Niek Vossebelt, Jordy van der Winden en Dennis Kaars won Den Bosch met 3–2. In de zomer van 2018 maakte Lynen de definitieve overstap naar Telstar, waar hij zijn handtekening zette onder een verbintenis voor de duur van twee seizoenen.
Op 23 mei 2020 werd bekendgemaakt dat hij een driejarig contract had getekend bij het Belgische Union Sint-Gillis dat uitkomt in de Eerste klasse B, het tweede niveau in België. In zijn eerste seizoen werd Lynen meteen kampioen met de club waardoor gepromoveerd werd naar de Eerste klasse A. Op dat niveau werd Union eerste na het reguliere seizoen en tweede na de play-offs voor het kampioenschap. In de zomer van 2023 maakte Lynen voor een bedrag van circa twee miljoen euro de overstap naar Werder Bremen.

## Clubstatistieken
| Seizoen | Club              | Competitie      | Competitie | Competitie | Beker | Beker | Internationaal | Internationaal | Nacompetitie | Nacompetitie | Totaal | Totaal |
| Seizoen | Club              | Competitie      | Wed.       | Dlp.       | Wed.  | Dlp.  | Wed.           | Dlp.           | Wed.         | Dlp.         | Wed.   | Dlp.   |
| ------- | ----------------- | --------------- | ---------- | ---------- | ----- | ----- | -------------- | -------------- | ------------ | ------------ | ------ | ------ |
| 2017/18 | Club Brugge       | Eerste klasse A | 0          | 0          | 0     | 0     | 0              | 0              | —            | —            | 0      | 0      |
| 2017/18 | → Telstar         | Eerste divisie  | 9          | 0          | 0     | 0     | —              | —              | 2            | 0            | 11     | 0      |
| 2018/19 | Telstar           | Eerste divisie  | 29         | 4          | 1     | 0     | —              | —              | —            | —            | 30     | 4      |
| 2019/20 | Telstar           | Eerste divisie  | 25         | 1          | 2     | 0     | —              | —              | —            | —            | 27     | 1      |
| 2020/21 | Union Sint-Gillis | Eerste klasse B | 20         | 1          | 2     | 0     | —              | —              | —            | —            | 22     | 1      |
| 2021/22 | Union Sint-Gillis | Eerste klasse A | 10         | 1          | 0     | 0     | —              | —              | —            | —            | 10     | 1      |
| 2022/23 | Union Sint-Gillis | Eerste klasse A | 37         | 0          | 4     | 0     | 10             | 1              | —            | —            | 51     | 1      |
| 2023/24 | Union Sint-Gillis | Eerste klasse A | 2          | 0          | 0     | 0     | 0              | 0              | —            | —            | 2      | 0      |
| 2023/24 | Werder Bremen     | Bundesliga      | 32         | 0          | 0     | 0     | —              | —              | —            | —            | 32     | 0      |
| 2024/25 | Werder Bremen     | Bundesliga      | 32         | 0          | 4     | 0     | —              | —              | —            | —            | 36     | 0      |
| Totaal  | Totaal            | Totaal          | 193        | 7          | 13    | 0     | 10             | 1              | 2            | 0            | 218    | 8      |

Bijgewerkt op 5 juni 2025.

## Palmares
| Eerste klasse B | 1 | 2020/21 |